# 亞歷山大·古高
亞歷山大·古高（Aleksandr Kokko，1987年6月4日—），生於蘇聯列寧格勒，芬蘭足球運動員，司職前鋒，現時效力芬蘭足球甲級聯賽球隊羅瓦涅米。

## 球會生涯
古高生於蘇聯列寧格勒，為英格里芬蘭人，於10歲時隨家人移居芬蘭波里。他隨後加入當地球會波里爵士，為該會的青訓队员。他於17歲時，於芬蘭頂級聯賽首次亮相，及後轉會多支芬蘭超聯的前列球會。2007年，他加盟洪卡。他在首季有6場上陣機會，並代表漢卡出戰歐洲足協盃及歐霸盃外圍賽。2008年5月5日，他在對哈卡的聯賽取得首個頂級聯賽入球兼大演帽子戲法，協助漢卡以7–0勝出，更於2008年球季以13球成為聯賽神射手。2008年8月，他外借到波里。2011年，他轉會至瓦薩。2012年，他加盟羅凡尼米。2015年，他第二度獲膺芬超聯賽神射手殊榮。
古高在芬超合共上陣159場，錄得61球22個助攻，在次級的芬甲組聯賽亦有上陣27場，錄得19球的紀錄。2016年，他首次出國發展，與澳職球會紐卡素噴射機簽約兩年，受傷患困擾令其發展未算理想，為球會上陣13場只取得1球。2017年7月10日，他加盟港超聯球會東方龍獅，成為繼80年代初加山外援侯遜能及精工外援伊素亞後，第三位來港效力的芬蘭國家隊成員。2017年9月9日，他在對和富大埔的第二場聯賽即取得加盟後的首個入球，惟最終東方仍以1–3落敗。古高於半季内在各項賽事上陣11場錄得4球。他於2018年1月離隊。

## 國際賽生涯
2008年5月，古高首度獲徵召入選芬蘭U21國家隊，參與歐洲U21國家盃外圍賽，於對丹麥國家足隊的賽事時充當後備。後在2008年9月9日以0–0賽和斯洛文尼亞的外圍賽首次亮相。其後古高在2009年6月隨隊參與在瑞典舉行的U21歐洲國家盃並在對德國國家隊時後備上陣。2016年1月，首度獲徵召入選芬蘭國家隊並在對瑞典的友誼賽上陣27分鐘首次在國際A級賽亮相。

## 榮譽
海門林納
- 芬蘭超級足球聯賽亞軍（2008、2009、2015年）

瓦薩
- 芬蘭超級足球聯賽亞軍（2015年）

個人
- 芬蘭超級聯賽神射手（2008、2015年）
- 芬蘭甲組聯賽神射手（2012年）

## 外部連結
- 香港足球總會球員註冊資料 （页面存档备份，存于）